# Belisario Domínguez
Belisario Domínguez Palencia (Comitán, Chiapas; 25 de abril de 1863 - Ciudad de México; 7 de octubre de 1913) fue un médico y político mexicano de ideología liberal y constante opositor de Victoriano Huerta, a cuyo derrocamiento contribuyó. Ostentó los cargos de presidente municipal de Comitán y Senador de la República por el estado de Chiapas.
Son célebres sus discursos en la Cámara de Senadores del 23 y 29 de septiembre de 1913, piezas de oratoria que, al igual que muchas de sus manifestaciones políticas, se califican como recordatorios constantes de la necesidad de defender la libertad de expresión.
Desde 1954, el Senado de la República de México entrega una medalla en su honor a ciudadanos que se distingan por sus servicios a la nación o a la humanidad. El 2013 fue designado el Año de Belisario Domínguez, de la Libertad y de la República por el Senado mexicano.

## Familia y estudios
Sus padres fueron Cleofas Domínguez y María del Pilar Palencia, personas con buena posición económica y reconocidos liberales. Su abuelo, Quirino Domínguez y Uyuola, fue vicegobernador del estado de Chiapas.[cita requerida]
Belisario Domínguez cursó sus estudios primarios en una escuela privada de su ciudad natal, Comitán. Al concluirlos, fue enviado a San Cristóbal de las Casas, donde ingresó en el Instituto Literario y Científico para cursar estudios medio-superiores. Posteriormente, viajó a París para cursar estudios profesionales en la Universidad de la Sorbona, donde obtuvo, el 17 de julio de 1889, el título de Médico Cirujano y Partero. Regresó a México e instaló su consultorio en Comitán, donde se distinguió por su labor altruista.
El 2 de noviembre de 1890 se casó con su prima Delina Zebadúa Palencia, con quien tuvo cuatro hijos: Matilde, Carmen, Ricardo y Hermila. "Carmen murió al poco tiempo de haber nacido".

## Vida política
Belisario Domínguez intensificó su participación política, y fue miembro activo del Partido Liberal en Chiapas, y con la fundación del periódico El Vate, donde publicó artículos contra el presidente Díaz y contra el gobernador porfirista de su entidad, Rafael Pimentel. Constantemente llamaba a sus paisanos a vigilar las acciones del gobierno, a observar con cuidado los actos de las autoridades y denunciar irregularidades. A finales de 1905, regresó a Comitán. Instaló una farmacia (a la que llamó "La Fraternidad") y continuó sus actividades políticas. Fundó un "Club Democrático", y en 1909, fue elegido presidente municipal de Comitán, cargo del que tomó posesión el 1 de enero de 1910. En 1912 fue propuesto como candidato para senador, aunque él prefirió participar en las elecciones como suplente de su amigo Leopoldo Gout, en donde triunfó por enorme margen.
A principios de 1913, se trasladó a la capital del país para que su hijo Ricardo hiciera en la Ciudad de México los estudios preparatorios. El doctor se instaló en el Hotel Jardín y su hijo en una casa de pensión. Ambos fueron testigos de los acontecimientos de la Decena Trágica. Supo la noticia del asesinato de Francisco I. Madero y de José María Pino Suárez, presidente y vicepresidente de México, respectivamente, y del ascenso del golpista, Victoriano Huerta.[cita requerida]

## Senador
A los pocos meses, el senador Leopoldo Gout murió y Belisario Domínguez ocupó su cargo, y fue un constante crítico de Victoriano Huerta, a cuyo régimen se opuso constantemente. Su intervención fue decisiva para evitar el permiso de arribo de navíos estadounidenses al puerto de Veracruz (cuyo fin, alertó Domínguez, era preparar una invasión). Las críticas del senador Belisario Domínguez no cesaron; incluso llegó a llamar al uso de las armas en contra del dictador Huerta.[cita requerida] Se recuerdan especialmente dos discursos que pronunció en la Cámara de Senadores los días 23 y 29 de septiembre de 1913.

## Discurso contra Victoriano Huerta
El 23 de septiembre de 1913, pronunció el siguiente discurso contra Victoriano Huerta, al que se le atribuye la pérdida de su vida (María Hernández Zarco aceptó imprimirlo en la imprenta donde ella trabajaba):

"Señor presidente del Senado: 

Por tratarse de un asunto urgentísimo para la salud de la Patria, me veo obligado a prescindir de las fórmulas acostumbradas y a suplicar a usted se sirva dar principio a esta sesión, tomando conocimiento de este pliego y dándolo a conocer enseguida a los señores senadores. Insisto, señor Presidente, en que este asunto debe ser conocido por el Senado en este mismo momento, porque dentro de pocas horas lo conocerá el pueblo y urge que el Senado lo conozca antes que nadie.
Señores senadores:     
Todos vosotros habéis leído con profundo interés el informe presentado por don Victoriano Huerta ante el Congreso de la Unión el 16 del presente. Indudablemente, señores senadores, que lo mismo que a mí, os ha llenado de indignación el cúmulo de falsedades que encierra ese documento. ¿A quién se pretende engañar, señores? ¿Al Congreso de la Unión? No, señores, todos sus miembros son hombres ilustrados que se ocupan en política, que están al corriente de los sucesos del país y que no pueden ser engañados sobre el particular. Se pretende engañar a la nación mexicana, a esa patria que confiando en vuestra honradez y vuestro valor, ha puesto en vuestras manos sus más caros intereses. 
¿Qué debe hacer en este caso la representación nacional? Corresponder a la confianza con que la patria la ha honrado, decirle la verdad y no dejarla caer en el abismo que se abre a sus pies. La verdad es ésta: durante el gobierno de don Victoriano Huerta, no solamente no se hizo nada en bien de la pacificación del país, sino que la situación actual de la República, es infinitamente peor que antes: la Revolución se ha extendido en casi todos los estados; muchas naciones, antes buenas amigas de México, rehúsanse a reconocer su gobierno, por ilegal; nuestra moneda encuéntrase depreciada en el extranjero; nuestro crédito en agonía; la prensa de la República amordazada, o cobardemente vendida al gobierno y ocultando sistemáticamente la verdad; nuestros campos abandonados; muchos pueblos arrasados y, por último, el hambre y la miseria en todas sus formas, amenazan extenderse rápidamente en toda la superficie de nuestra infortunada patria. ¿A qué se debe tan triste situación? Primero, y antes de todo, a que el pueblo mexicano no puede resignarse a tener por Presidente de la República a don Victoriano Huerta, al soldado que se apoderó del poder por medio de la traición y cuyo primer acto al subir a la presidencia fue asesinar cobardemente al presidente y vicepresidente legalmente ungidos por el voto popular; habiendo sido el primero de éstos, quien colmó de ascensos, honores y distinciones a don Victoriano Huerta y habiendo sido él, igualmente, a quien don Victoriano Huerta juró públicamente lealtad y fidelidad inquebrantables. Y segundo, se debe esta triste situación  a los medios que Victoriano Huerta se ha propuesto emplear, para conseguir la pacificación. Estos medios ya sabéis cuáles han sido: únicamente muerte y exterminio para todos los hombres, familias y pueblos que no simpaticen con su gobierno.    
"La paz se hará cueste lo que cueste", ha dicho don Victoriano Huerta. ¿Habéis profundizado, señores senadores, lo que significan esas palabras en el criterio egoísta y feroz de don Victoriano Huerta? Estas palabras significan que don Victoriano Huerta está dispuesto a derramar toda la sangre mexicana, a cubrir de cadáveres todo el territorio nacional, a convertir en una inmensa ruina toda la extensión de nuestra patria, con tal de que él no abandone la presidencia, ni derrame una sola gota de su propia sangre. En su loco afán de conservar la presidencia, don Victoriano Huerta está cometiendo otra infamia; está provocando con el pueblo de Estados Unidos de América un conflicto internacional en el que, si llegara a resolverse por las armas, irían estoicamente a dar y a encontrar la muerte todos los mexicanos sobrevivientes a las amenazas de don Victoriano Huerta, todos, menos don Victoriano Huerta, ni don Aureliano Blanquet, porque esos desgraciados están manchados con el estigma de la traición, y el pueblo y el ejército los repudiarían, llegado el caso.
Esa es, en resumen, la triste realidad. Para los espíritus débiles parece que nuestra ruina es inevitable, porque don Victoriano Huerta se ha adueñado tanto del poder, que para asegurar el triunfo de su candidatura a la Presidencia de la República, en la parodia de elecciones anunciadas para el 26 de octubre próximo, no han vacilado en violar la soberanía de la mayor parte de los estados, quitando a los gobernadores constitucionales e imponiendo gobernadores militares que se encargarán de burlar a los pueblos por medio de farsas ridículas y criminales. Sin embargo, señores, un supremo esfuerzo puede salvarlo todo. Cumpla con su deber la representación nacional y la patria está salvada y volverá a florecer más grande, más unida y más hermosa que nunca. La representación nacional debe deponer de la presidencia de la República a don Victoriano Huerta por ser él contra quien protestan con mucha razón todos nuestros hermanos alzados en armas y de consiguiente, por ser él quien menos puede llevar a efecto la pacificación, supremo anhelo de todos los mexicanos. Me diréis, señores, que la tentativa es peligrosa porque don Victoriano Huerta es un soldado sanguinario y feroz, que asesina sin vacilación ni escrúpulo a todo aquél que le sirve de obstáculo. ¡No importa, señores! La patria os exige que cumpláis con vuestro deber, aun con el peligro y aun con la seguridad de perder la existencia. Si en vuestra ansiedad de volver a ver reinar la paz en la República os habéis equivocado, habéis creído en las palabras falaces de un hombre que os ofreció pacificar a la nación en dos meses y le habéis nombrado presidente de la República, hoy que veis claramente que éste hombre es un impostor inepto y malvado, que lleva a la patria con toda velocidad hacia la ruina, ¿dejaréis por temor a la muerte que continúe en el poder? Penetrad en vosotros mismos, señores, y resolved esta pregunta: ¿Qué se diría a la tripulación de un gran navío que en la más violenta tempestad y en un mar proceloso, nombrara piloto a un carnicero que, sin ningún conocimiento náutico navegara por primera vez y no tuviera más recomendación que la de haber traicionado y asesinado al capitán del barco?
Vuestro deber es imprescindible, señores, y la patria espera de vosotros que sabréis cumplirlo. Cumpliendo ese primer deber, será fácil a la representación nacional cumplir con los otros que de él se derivan, solicitándose enseguida de todos los jefes revolucionarios que cesen toda hostilidad y nombren sus delegados para que de común acuerdo, nombren al presidente que deba convocar a elecciones presidenciales y cuidar que éstas se efectúen con toda legalidad.
El mundo está pendiente de vosotros, señores miembros del Congreso Nacional Mexicano, y la patria espera que la honraréis ante el mundo, evitándole la vergüenza de tener por primer mandatario a un traidor y asesino.
Dr. Belisario Domínguez, Senador por el estado de Chiapas.

NOTA.- Urge que el pueblo mexicano conozca este discurso para que apoye a la Representación Nacional, y no pudiendo disponer de ninguna imprenta recomiendo a todo el que lo lea, saque cinco o más copias, insertando también esta nota y las distribuya entre sus amigos y conocidos de la capital y de los Estados."

## Muerte
La noche del 7 de octubre de 1913 fue sacado de su habitación en el hotel y conducido al cementerio de Xoco, en Coyoacán, donde fue martirizado y asesinado de varios balazos. Sus asesinos, Gilberto Márquez, Alberto Quiroz, José Hernández Ramírez y Gabriel Huerta, sepultaron el cadáver desnudo, y quemaron las ropas con petróleo. El doctor Aureliano Urrutia Sandoval, enemigo profesional de Belisario Domínguez, le cortó la lengua (en un quirófano, y después lo mataron), y se la envió como un "trofeo" a su amigo Victoriano Huerta. Después de varias pesquisas de los senadores, de los parientes y de los amigos del doctor, se descubrió la verdad de los hechos. Su asesinato fue un factor decisivo en la caída del régimen de Victoriano Huerta, quien a los pocos días disolvió el Congreso y encarceló a 90 diputados. Tiempo después de su asesinato y al triunfo de Venustiano Carranza sobre el régimen de Huerta, se supo del paradero de sus restos gracias a la denuncia de uno de sus asesinos. La mutilación de la lengua pasó a ser una leyenda popular pues, de acuerdo con la comisión investigadora que instrumentó el Senado, este hecho no fue comprobado, y el doctor Aureliano Urrutia Sandoval fue exonerado de dicha acusación.

## Honores

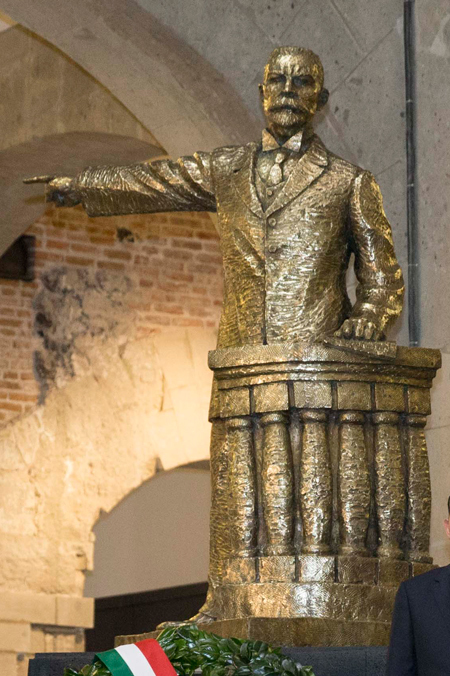
Monumento a Belisario Domínguez en el Senado de la República.

En 1936, la Cámara de Diputados aprobó que su nombre fuera inscrito con letras de oro en el Congreso de la Unión.
La casa en la que nació se convirtió en la Casa Museo Dr. Belisario Domínguez, rescatada por el gobierno estatal en 1976 y abierta al público desde 1985.
En 1953, se instituyó la Medalla Belisario Domínguez del Senado de la República, para premiar a hombres y mujeres mexicanos que se hayan distinguido por su ciencia o virtud en grado eminente y como servidores del país o de la humanidad. Esta medalla se otorga el 7 de octubre de cada año, en conmemoración de la fecha del asesinato del ilustre senador, y la comisión que determina a quién se ha de otorgar la medalla es presidida siempre por un senador representante del estado de Chiapas.
El 20 de marzo del 2013, el Senado de la República autorizó que el 2013 se declarara Año de Belisario Domínguez Palencia, de la Libertad y la República, y que fuese conmemorativo también de los asesinatos de Francisco I. Madero y de José María Pino Suárez.